# Atletica leggera alla XXVIII Universiade
Le gare di atletica leggera della XXVIII Universiade si sono disputate a Gwangju, in Corea del Sud, dall'8 al 12 luglio 2015.

## Podi

### Uomini
| Specialità | Oro                                                                                        | Risultato | Argento                                                                             | Risultato | Bronzo | Risultato   |
| --- | ------------------------------------------------------------------------------------------ | --------- | ----------------------------------------------------------------------------------- | --------- | --- | ----------- |
| 100 m (dettagli) | Akani Simbine                                                                              | 9"97      | Kemarley Brown                                                                      | 10"12     | Ramil Guliyev | 10"16       |
| 200 m (dettagli) | Wilfried Koffi                                                                             | 20"41     | Bryce Robinson                                                                      | 20"51     | Ramil Guliyev | 20"59       |
| 400 m (dettagli) | Luguelín Santos                                                                            | 44"91     | Leaname Maotoanong                                                                  | 45"63     | Jan Tesař | 45"73       |
| 800 m (dettagli) | Shaquille Walker                                                                           | 1'49"05   | Abdelati El Guesse                                                                  | 1'49"29   | Rynardt van Rensburg                                                                                               | 1'49"30     |
| 1500 m (dettagli) | Aleksej Charitonov                                                                         | 3'39"13   | Abdelali Razyn                                                                      | 3'39"20   | Staffan Ek | 3'39"68     |
| 5000 m (dettagli) | Hayle İbrahimov                                                                            | 13'44"28  | Zouhair Talbi                                                                       | 14'02"06  | Rinas Achmadeev | 14'05"88    |
| 10000 m (dettagli) | Igor' Maksimov                                                                             | 29'15"30  | Nicolae Soare                                                                       | 29'18"71  | Keisuke Nakatani                                                                                                   | 29'19"30    |
| 110 m ostacoli (dettagli) | Greggmar Swift                                                                             | 13"43     | Konstantin Šabanov                                                                  | 13"57     | Genta Masuno | 13"69       |
| 400 m ostacoli (dettagli) | Thomas Barr                                                                                | 48"78     | Abdelmalik Lahoulou                                                                 | 48"99     | Ivan Šabljuev | 49"04       |
| 3000 m siepi (dettagli) | Martin Grau                                                                                | 8'31"55   | Kaur Kivistik                                                                       | 8'32"23   | Jurij Klopcov | 8'33"09     |
| Staffetta 4x100 m (dettagli) | Giappone Kazuma Ōseto Kotaro Taniguchi Takuya Nagata Tatsuro Suwa Yuki Koike               | 39"08     | Polonia Adam Pawlowski Artur Zaczek Jakub Adamski Kamil Kryński Grzegorz Zimniewicz | 39"50     | Sudafrica Akani Simbine Shebatian Trotter Eckhardt Deon Rossouw Ncincilili Titi                                    | 39"68       |
| Staffetta 4x400 m (dettagli) | Rep. Dominicana Gustavo Cuesta Juander Santos Leonel Bonon Luguelín Santos Máximo Mercedes | 3'05'05   | Giappone Julian Walsh Kazuma Ōseto Kentarō Satō Nobuya Kato Takamasa Kitagawa       | 3'07"75   | Polonia Adam Pawlowski Damian Czykier Kamil Guardak Rafal Omelko Robert Brylinski Michal Pietrzak Mateusz Zagorski | 3'07"77     |
| 20 km marcia (dettagli) | Dane Bird-Smith                                                                            | 1h21'30"  | Benjamin Thorne                                                                     | 1h21'33"  | Daisuke Matsunaga                                                                                                  | 1h22'06"    |
| Mezza maratona (dettagli) | Yūsuke Ōgura                                                                               | 1h04'41"  | Tadashi Isshiki                                                                     | 1h04'52"  | Yuta Takahashi | 1h05'29"    |
| Salto in alto (dettagli) | Daniil Cyplakov                                                                            | 2,31 m    | Matúš Bubeník                                                                       | 2,28 m    | Hsiang Chun-Hsien                                                                                                  | 2,28 m      |
| Salto con l'asta (dettagli) | Nikita Filippov                                                                            | 5,50 m    | Il'ja Mudrov                                                                        | 5,50 m    | Robert Sobera | 5,50 m      |
| Salto in lungo (dettagli) | Pavel Šalin                                                                                | 8,29 m    | Vasilij Kopejkin                                                                    | 8,13 m    | Roelf Pienaar | 7,98 m (vf) |
| Salto triplo (dettagli) | Dmitrij Sorokin                                                                            | 17,29 m   | Fabrice Zango                                                                       | 16,76 m   | Xu Xiaolong | 16,76 m     |
| Getto del peso (dettagli) | Inderjeet Singh                                                                            | 20,27 m   | Andrei Gag                                                                          | 19,92 m   | Aleksandr Bulanov                                                                                                  | 19,84 m     |
| Lancio del disco (dettagli) | Philip Milanov                                                                             | 64,15 m   | Matthew Denny                                                                       | 62,58 m   | Andrius Gudžius | 62,54 m     |
| Lancio del martello (dettagli) | Paweł Fajdek                                                                               | 80,05 m   | Pavel Barėjša                                                                       | 75,75 m   | Siarhei Kalamoyets                                                                                                 | 74,68 m     |
| Lancio del giavellotto (dettagli) | Tanel Laanmäe                                                                              | 81,71 m   | Huang Shih-Feng                                                                     | 81,27 m   | Zigismunds Sirmais                                                                                                 | 79,37 m     |
| Decathlon (dettagli) | Thomas Van der Plaetsen                                                                    | 7952 p.   | Bastien Auzeil                                                                      | 7913 p.   | Rene Stauss | 7791 p.     |
| record mondiale; record mondiale stagionale; record africano; record asiatico; record europeo; record nord-centroamericano e caraibico; record sudamericano; record oceaniano; record delle Universiadi; record nazionale; record personale; record personale stagionale. |                                                                                            |           |                                                                                     |           | |             |

### Donne
| Specialità | Oro | Risultato | Argento                                                                                              | Risultato | Bronzo                                                                                            | Risultato     |
| --- | --- | --------- | --- | --------- | ------------------------------------------------------------------------------------------------- | ------------- |
| 100 m (dettagli) | Viktoriya Zyabkina                                                                                      | 11"23     | Shimayra Crystal Williams                                                                            | 11"46     | Elena Kozlova                                                                                     | 11"47         |
| 200 m (dettagli) | Viktoriya Zyabkina                                                                                      | 22"77     | Akeyla Mitchell                                                                                      | 22"95     | Kedisha Dallas                                                                                    | 23"24         |
| 400 m (dettagli) | Justine Palframan                                                                                       | 51"27     | Małgorzata Hołub                                                                                     | 51"93     | Yang Huizhen                                                                                      | 51"98         |
| 800 m (dettagli) | Angela Petty                                                                                            | 1'59"06   | Simoya Campbell                                                                                      | 1'59"26   | Fabienne Kohlmann                                                                                 | 1'59"54       |
| 1500 m (dettagli) | Docus Ajok                                                                                              | 4'18"53   | Gabriela Stafford                                                                                    | 4'19"27   | Kristina Ugarova                                                                                  | 4'19"78       |
| 5000 m (dettagli) | Kristiina Mäki                                                                                          | 16'03"29  | Camille Buscomb                                                                                      | 16'03"72  | Dar'ja Maslova                                                                                    | 16'04"09      |
| 10000 m (dettagli) | Alla Kuljatina                                                                                          | 32'52"27  | Gulšat Fazlitdinova                                                                                  | 32'55"35  | Zhang Yingying                                                                                    | 32'56"60      |
| 100 m ostacoli (dettagli) | Danielle Williams                                                                                       | 12"78     | Nina Morozova                                                                                        | 12"83     | Michelle Jenneke                                                                                  | 12"94         |
| 400 m ostacoli (dettagli) | Joanna Linkiewicz                                                                                       | 55"62     | Emilia Ankiewicz                                                                                     | 56"55     | Irina Takuntceva                                                                                  | 56"57         |
| 3000 m siepi (dettagli) | Ekaterina Sokolenko                                                                                     | 9'25"77   | Natal'ja Vlasova                                                                                     | 9'35"99   | Ozlem Kaya                                                                                        | 9'37"79       |
| Staffetta 4x100 m (dettagli) | Kazakistan Viktoiya Zyabkina Yuliya Rakhmanova Svetlana Ivanchukova Anastassiya Tulapina                | 44"28     | Stati Uniti Akeyla Mitchell Alexia Fortenberry Ana Holland Jade Barber Madeline Kopp Nataliyah Friar | 44"95     | Thailandia Khanrutai Pakdee Phensri Chairoek Supawan Thipat Tassaporn Wannakit Wanwisa Kongthong  | 45"03         |
| Staffetta 4x400 m (dettagli) | Polonia Emilia Ankiewicz Iga Baumgart Joanna Linkiewicz Justyna Swiety Malgorzata Holub Monika Szczesna | 3'38"98   | Russia Elena Zujkevič Irina Takunceva Kristina Mal'vinova Lilija Gafijatullina                       | 3'32"46   | Stati Uniti Akeyla Mitchell Alissa Martinez Ana Holland Jade Barber Kimberly Mackay Madeline Kopp | 3'37"20       |
| 20 km marcia (dettagli) | Anisja Kirdjapkina                                                                                      | 1h28'18"  | Marina Pandakova                                                                                     | 1h29'52"  | Hou Yongbo                                                                                        | 1h32'42"      |
| Mezza maratona (dettagli) | Zhang Yingying                                                                                          | 1h15'06"  | Nanako Kanno                                                                                         | 1h15'24"  | Ayumi Uehara                                                                                      | 1h15'35"      |
| Salto in alto (dettagli) | Airinė Palšytė                                                                                          | 1,84 m    | Elizabeth Boyer Madara Onuzane                                                                       | 1,80 m    | non assegnata                                                                                     | non assegnata |
| Salto con l'asta (dettagli) | Li Ling                                                                                                 | 4,45 m    | Eliza McCartney                                                                                      | 4,40 m    | Chloé Henry                                                                                       | 4,40 m        |
| Salto in lungo (dettagli) | Julija Pidlužnaja                                                                                       | 6,79 m    | Anna Jagaciak-Michalska                                                                              | 6,57 m    | Naa Anang                                                                                         | 6,55 m        |
| Salto triplo (dettagli) | Ekaterina Koneva                                                                                        | 14,60 m   | Jenny Elbe                                                                                           | 13,86 m   | Anna Jagaciak-Michalska                                                                           | 13,81 m       |
| Getto del peso (dettagli) | Lena Urbaniak                                                                                           | 18,00 m   | Paulina Guba                                                                                         | 17,94 m   | Brittany Crew                                                                                     | 17,27 m       |
| Lancio del disco (dettagli) | Julija Mal'ceva                                                                                         | 59,37 m   | Marike Steinacker                                                                                    | 58,83 m   | Stefania Strumillo                                                                                | 58,22 m       |
| Lancio del martello (dettagli) | Hanna Skydan                                                                                            | 70,67 m   | Joanna Fiodorow                                                                                      | 69,69 m   | Julia Ratcliffe                                                                                   | 67,54 m       |
| Lancio del giavellotto (dettagli) | Taccjana Chaladovič                                                                                     | 60,45 m   | Lina Muze                                                                                            | 60,26 m   | Irena Sediva                                                                                      | 59,89 m       |
| Epthatlon (dettagli) | Anna Maiwald                                                                                            | 5965 p.   | Ida Marcussen                                                                                        | 5865 p.   | Anna Petrič                                                                                       | 5795 p.       |
| record mondiale; record mondiale stagionale; record africano; record asiatico; record europeo; record nord-centroamericano e caraibico; record sudamericano; record oceaniano; record delle Universiadi; record nazionale; record personale; record personale stagionale. | |           | |           |                                                                                                   |               |